# Halofobní rostliny
Halofobní čili slanostřezné rostliny jsou rostliny, které nesnášejí vysoké zasolení půdního roztoku. Patří sem například avokádo (Persea sp.), většina listnatých dřevin, květák, mrkev a další. Tyto rostliny nemají adaptaci na zvýšený osmotický tlak půdního roztoku. Při růstu těchto rostlin v zasoleném půdním roztoku dochází k nekrózám, opadávání listů, inhibici růstu.
Opakem halofobních rostlin jsou rostliny halofilní, které se zasoleným půdám přizpůsobily.